# Hillesheim
Hillesheim là một đô thị thuộc huyện Daun, bang Rheinland-Pfalz, Đức. Đô thị này có diện tích 21 km², dân số cuối năm 2006 là 3218 người. Hillesheim là thủ phủ của Verbandsgemeinde Hillesheim.
Hillesheim là một phố thị cổ nằm ở trung tâm Eifel. Tại đây có bức tường thành thời Trung cổ và nhà thờ cổ St. Martin.